# Gyrosyn
Gyrosyn ist die Kurzbezeichnung von Kreiselinstrumenten für die Navigation, deren Richtungsstabilisation durch Magnetfeldsonden gestützt wird. Prototypen dieser Instrumente wurden etwa zur Mitte des 20. Jahrhunderts entwickelt.
Zur Einsatzreife in der Flugnavigation gelangten sie ab den 1970er Jahren und dienten dazu, 
die Genauigkeit des Kurskreisels über längere Zeiträume zu erhöhen, insbesondere für Langstreckenflüge. Durch die magnetische Kontrolle der kreiselgestützten Richtungsmessung wird der Einfluss der an sich unvermeidlichen, mit der Zeit anwachsenden Kreiseldrift begrenzt. Jeder rasch rotierende freie Kreisel hat zwar eine gute Stabilität seiner Drehachse, wandert aber durch kleine Unwuchten am Rotor langsam aus der vorgegebenen Richtung aus.
Während die traditionelle Korrektur von Kurskreiseln durch manuelle Nachführung anhand eines guten Magnetkompasses oder aus Messungen der Funknavigation erfolgte, übernimmt bei Gyrosyn-Instrumenten eine Magnetsonde diese Aufgabe kontinuierlich, was durch das Kürzel „Syn“ (synchronisation) angedeutet wird. Bei genügend kleinen Stellgrößen können sich Kompassfehler, die vor allem im Kurvenflug auftreten, nicht wesentlich auswirken. Eine ähnliche Vorgangsweise wird seit langem bei der gravitativen Stabilisation des Künstlichen Horizonts verwendet.
Die heute verwendeten Magnetsonden haben höhere Genauigkeiten als die traditionellen Kompasse, weil sich nur sehr kleine Massen im Magnetfeld drehen und elektrische statt mechanische Abgriffe haben. Außerdem werden die Sonden weit außerhalb des Cockpits montiert, um den Einfluss störender Stromkreise zu eliminieren.